# Cecilia Cucurella
María Cecilia Cucurella Ciudad (Santiago, 31 de agosto de 1955) es una actriz chilena.  

## Biografía
Cursó sus estudios secundarios en el Liceo Carmela Carvajal de Prat de Providencia. 
En 1974 ingresó al Departamento de Artes de la Representación (DAR) de la Universidad de Chile, donde egresó como actriz.
Su debut en teatro fue siendo alumna de segundo año, en la obra Don Juan Tenorio (1976) en el Teatro Nacional Chileno.

## Vida personal
Es pareja del actor Osvaldo Silva desde 1981. Ambos son padres de Sebastián Silva; músico. La pareja contrajo matrimonio en Miami en 1995.

## Televisión
| Año  | Título                 | Papel              | Notas    |
| ---- | ---------------------- | ------------------ | -------- |
| 1981 | Casagrande             | Leonor             | Canal 13 |
| 1982 | Celos                  | Amanda Orrego      | Canal 13 |
| 1984 | Andrea                 | Claudia Villa      | Canal 13 |
| 1985 | Matrimonio de papel    | Consuelo Gómez     | Canal 13 |
| 1985 | Marta a las Ocho       | Josefa Izquierdo   | TVN      |
| 1985 | Morir de amor          | Julieta López      | TVN      |
| 1987 | Mi nombre es Lara      | Pitita Ossa        | TVN      |
| 1988 | Bellas y audaces       | Silvia Greve       | TVN      |
| 1988 | Las dos caras del amor | Emma Valdés        | TVN      |
| 1989 | A la sombra del ángel  | Marilú Möller      | TVN      |
| 1991 | Volver a empezar       | Amanda de la Force | TVN      |
| 1998 | Borrón y cuenta nueva  | Julia Hernández    | TVN      |
| 1999 | Fuera de control       | Olaya Domínguez    | Canal 13 |
| 2004 | Destinos cruzados      | Fanny Matte        | TVN      |
| 2006 | Descarado              | Angélica Bernhardt | Canal 13 |
| 2013 | Solamente Julia        | Beatriz Larraín    | TVN      |
| 2014 | Volver a amar          | Aurora Villaseñor  | TVN      |
| 2016 | Te doy la vida         | Valeria Bianchi    | Mega     |
| 2021 | Verdades ocultas       | María Luisa Guzmán | Mega     |

| Año       | Título               | Papel                                        | Notas                    |
| --------- | -------------------- | -------------------------------------------- | ------------------------ |
| 1989      | Teresa de los Andes  | Hermana Luisa María del Santísimo Sacramento | Reparto                  |
| 2000-2005 | El día menos pensado | Maruja Vargas                                | 2 episodios              |
| 2003      | Amores urbanos       | Laura                                        | Reparto                  |
| 2005      | Mea culpa            | Rosa                                         | Episodio: Portal Lyon    |
| 2011      | Cesante              | Paulina                                      | 1 episodio               |
| 2012      | Infieles             | Fabiola                                      | Episodio: Niñas          |
| 2015      | Los años dorados     | María Teresa Fernández                       | 4 episodios              |
| 2018      | Grandes pillos       | Verónica Rejii                               | Episodio: Alberto Chaing |

Programas
- Teatro en Canal 13 (Canal 13, 2000) - Actriz
- Buenos días a todos (TVN, 2014) - Invitada
- Algo personal (UCV, 2017) - Invitada
- Cada día mejor (La Red, 2018) - Invitada
- Toc show (TV+, 2019) - Invitada

## Teatro
- Don Juan Tenorio (1976)
- La Gaviota (1977)
- La casa de Bernarda Alba (1978)
- Martín Rivas (1979)
- La gaviota (1980)
- Esperando la carroza
- La señorita de Tacna
- Sueño de una noche de verano
- La Celestina (1982)
- Nuestro Pueblo (1983)
- Como en Santiago (1986)
- Golondrina (1991)
- No me pidas la luna (1999)
- Encrucijada (2000)
- Nosotras que nos queremos tanto (2001)
- La Recomendación (2003)
- Acaloradas (2005)
- Hombres en escabeche (2008)
- Amor a la Africana (2009)
- Tres Marías y una Rosa (2009)
- Magnolias de acero (2009)
- Shirley Valentine (2010)
- Matapasiones (2010)
- Cabaret (2011)
- Alicia en el país de los hombres (2012)
- Hombres (2013)
- Pareja en juego (2014)
- Histeriotipas (2015)
- Lifting (2016)
- Suegras (2017)
- Las Pérez-Cruz (2017)
- Adictas a ti (2017)
- ¿Qué me pongo? (2018)
- Escenas de la vida conyugal (2019)
- De vez en cuando la vida (2021)
- Brujas (2024)

## Premios y nominaciones
| Año  | Premio          | Categoría                            | Trabajo         | Resultado | Ref.  |
| ---- | --------------- | ------------------------------------ | --------------- | --------- | ----- |
| 2013 | Premio Fotech   | Mejor actriz secundaria - teleseries | Solamente Julia | Nominada  | [ 6 ] |
| 2017 | Premio Caleuche | Mejor actriz de soporte - Teleseries | Te doy la vida  | Nominada  | [ 7 ] |